# Charlotte Abraham
Pour les articles homonymes, voir Abraham (homonymie).
Charlotte Abraham, née le 4 mai 2005 est une joueuse française de basket-ball.

## Biographie
Formée à Villeneuve-d’Ascq, jouant avec l’équipe de France U19, elle termine première de la saison régulière en LFB et arrive en finale de l'Euroligue 2023-2024.
Durant l'été 2024, elle rejoint les Cougars de Washington State en NCAA.

## Palmarès
- Championne de France LFB 2024 avec Villeneuve-d'Ascq[2]